# Congregación Hebrea de Nairobi

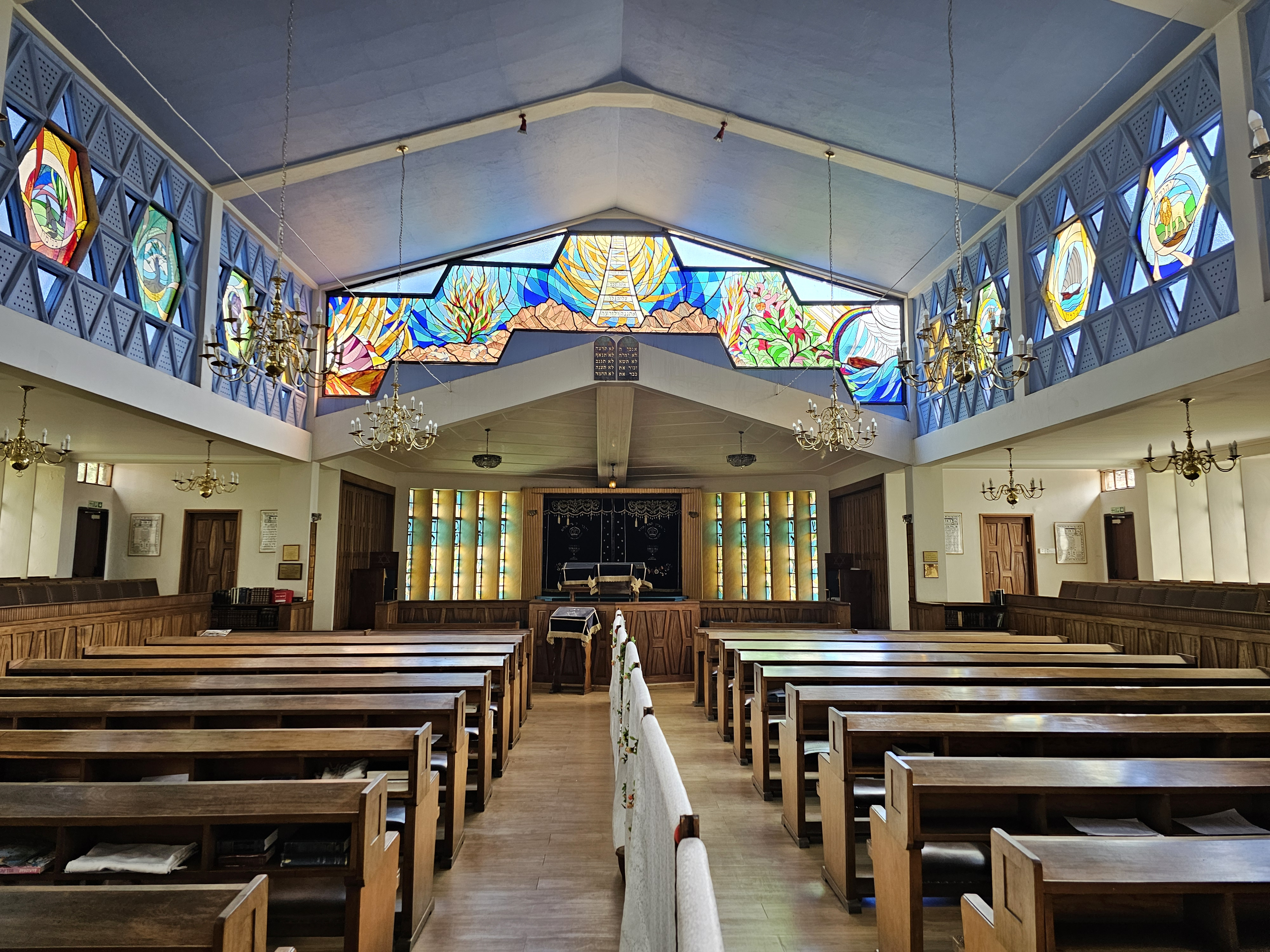
Vista interior de la Congregación Hebrea de Nairobi

La Congregación Hebrea de Nairobi es una sinagoga que fue fundada en 1912 por comerciantes judíos asentados en la ciudad de Nairobi, la cual entonces formaba parte del Protectorado de África Oriental Británica. La comunidad judía de Nairobi se había establecido unos años antes, en 1904,  cuando algunas familias judías de Europa Oriental emigraron a África Oriental siguiendo la oferta contenida en el Plan de Uganda, el plan propuesto por Secretario británico colonial Joseph Chamberlain, el cual ofrecía una opción de refugio para aquellos judíos que huían de los pogromos acaecidos en el Imperio ruso en la llamada escarpa de Mau, y adoptó su nombre actual en 1907.
El edificio original de la sinagoga fue inaugurado en 1912 y luego demolido en 1954 para dar cabida a un edificio más grande, diseñado por el arquitecto Imre Rozsa e inaugurado al año siguiente.
Hoy en día, aproximadamente 20 kenianos nativos que se convirtieron al judaísmo forman parte de la comunidad. La comunidad es oficialmente ortodoxa y cuenta con alrededor de 600 miembros.